# That Night
A That Night (magyarul: Az az éjszaka) a Carousel lett együttes dala, mellyel Lettországot képviselte a 2019-es Eurovíziós Dalfesztiválon Tel-Avivban.

## Eurovíziós Dalfesztivál
A dal a 2019. február 16-án rendezett lett nemzeti döntőben, a Supernova-ban nyerte el az indulás jogát, ahol a zsűri és a nézői szavazatok együttese alakították ki a végeredményt.
A dalt az Eurovíziós Dalfesztiválon először a május 16-i második elődöntőben adták elő.

## Külső hivatkozások
- Dalszöveg. [2019. február 18-i dátummal az eredetiből archiválva]. (Hozzáférés: 2019. március 18.)
- A dal előadása a Supernova döntőjében. YouTube-videó, Eurovision Song Contest, 2019. február 17.